# Mesomyza tenuicornis
Mesomyza tenuicornis är en tvåvingeart som beskrevs av Günther Enderlein 1921. Mesomyza tenuicornis ingår i släktet Mesomyza och familjen vapenflugor. Inga underarter finns listade i Catalogue of Life.